# Brannay
Brannay é uma comuna francesa na região administrativa de Borgonha-Franco-Condado, no departamento de Yonne. Estende-se por uma área de 10,85 km². Em 2010 a comuna tinha 800 habitantes (densidade: 73,7 hab./km²).